# MetaPost
MetaPost – stworzony przez Johna Hobby'ego wariant systemu METAFONT – język służący do tworzenia plików graficznych w formacie PostScript lub PDF. Mimo prostoty ma on duże możliwości, co czyni z MetaPostu wygodne narzędzie tworzenia wykresów i rysunków, zwłaszcza tych, które są osadzane w innych dokumentach jako EPS. MetaPost zapewnia łatwy dostęp do wielu możliwości PostScriptu oraz łatwe łączenie tekstu złożonego przez TeX lub Troff z elementami graficznymi.

## Przykład użycia

Wynik przetworzenia przykładowego pliku

Poniższy przykładowy kod Metaposta zawiera jeden rysunek ilustrujący twierdzenie Cevy.
```
beginfig(1);
    z0=(0cm,0cm);
    z1=(5cm,0cm);
    z2=(3cm,3cm);

    label.llft(btex $A$  etex, z0);
    label.lrt(btex $B$ etex, z1);
    label.top(btex $C$ etex, z2); 

    draw z0 -- z1 -- z2 -- cycle;

    z3=(4cm,1cm);
    z4=whatever[z0,z3]=whatever[z1,z2];
    z5=whatever[z1,z3]=whatever[z2,z0];
    z6=whatever[z2,z3]=whatever[z0,z1];

    draw z0 -- z4;
    draw z1 -- z5;
    draw z2 -- z6;

    label.urt(btex $A'$  etex, z4);
    label.ulft(btex $B'$ etex, z5);
    label.bot(btex $C'$ etex, z6); 
endfig;

```